# Cyrtodactylus lungleiensis
Cyrtodactylus lungleiensis — вид ящірок з родини геконових (Gekkonidae). Описаний у 2022 році.

## Назва
Видова назва lungleiensis вказує на типове місцезнаходження виду округ Лунглеї.

## Поширення
Ендемік Індії. Відомий лише у типовому місцезнаходженні — окрузі Лунглеї у штаті Мізорам на сході країни.

## Опис
Вид можна ідентифікувати за його помірним розміром (тіло завдовжки 64,9–75,1 мм, не враховуючи) з округлими, тупоконічними та слабокілеподібними спинними горбками у 24–28 поздовжніх рядів; 32–40 паравертебральні горбки між рівнем пахвової западини та рівнем паху; 37–43 середньочеревні ряди луски; 3–5 предклоакальних пор у самців і 5–7 ямчастих предклоакальних лусочок у самок; 16–18 підпальцевих пластинок під IV пальцем; відсутній один ряд поперечно збільшених підхвостових лусок; плями на спині темно-коричневі, неправильні та чіткі; хвіст з чергуванням темних і світлих смуг.